# Šefko Kurtović
Šefko (Šefkija) Kurtović, (Gacko, 28. kolovoza 1937.), hrvatski pravnik i pravni povjesničar.
Završio je Pravni fakultet u Zagrebu 1962., a tu je od 1963. predavao opću povijest prava i države i povijest političkih teorija. Od 1984. redoviti je profesor. Usavršavao se u Strasbourgu (1965. – 1966.) i Londonu (1969. – 1970.). Doktorirao je na Pravnom fakultetu u Ljubljani 1972. Predavao je i na Pravnom fakultetu u Rijeci između 1991. i 1997. Objavio djela s područja pravne povijesti, ustavnoga prava i pravne filozofije.
Suprug slikarice Nives Kavurić-Kurtović, kćeri arhitekta Zvonimira Kavurića.